# Shōko Fujimura
Shōko Fujimura (jap. 藤村祥子 Fujimura Shōko; ur. 26 kwietnia 1987 w Bihoro) — japońska łyżwiarka szybka.
Shōko Fujimura uczestniczyła na Zimowych Igrzyskach Olimpijskich 2014 w Soczi. Podczas tych igrzysk brała udział w dwóch konkurencjach łyżwiarstwa szybkiego: biegu na 3000 m (15. miejsce) oraz biegu na 5000 m (10. miejsce). Były to jej jedyne igrzyska olimpijskie.